# Spanda
Spanda ("vibrazione") (devanagari: स्पन्द) è una scuola filosofico-religiosa dello Shivaismo kashmiro fiorita intorno all'VIII secolo. Il nome deriva dall'opera Spandakārikā ("Le strofe dell'energia vibrante"), (VIII-IX secolo), che costituisce il testo principale di questa scuola.

## Generalità
Il termine spanda deriva dalla radice «spand-», "vibrare", ed è generalmente tradotto con "vibrazione". Qui il termine può essere reso come "energia vibrante", con riferimento alla realtà oggettiva nella sua natura essenzialmente dinamica, pulsante, così come quest'ultima è intesa nella (o nelle) Spandakārikā.
Due testi sono generalmente considerati precursori di questa scuola: il Vijñānabhairava Tantra, uno dei tantra non dualisti che la tradizione vuole rivelati; e gli Śivasūtra di Vasugupta (VIII-IX sec.), che insieme al suo discepolo  Bhaṭṭa Kallaṭa (IX sec.) si contende la paternità delle stesse Spandakārikā.

## La dottrina
Secondo questa scuola esegetica, la realtà ultima del mondo manifesto altro non è che il dinamismo assunto dal gioco sovrano e assolutamente libero di Dio, Śiva: tutto è pervaso da questa Sua energia pulsante. Tratti comuni delle scuole religiose dello shivaismo kashmiro sono l'identità fra Dio e il cosmo, che è Sua emanazione; e la caratterizzazione dell'Assoluto, Śiva, come Coscienza. Secondo la scuola dello Spanda, in particolare, questa Coscienza si manifesta nel mondo non come essenza immobile (quale è descritta per esempio nella scuola dell'Advaita Vedānta: sat-cit-ānanda, "essere, intelligenza, beatitudine"), ma come movimento, forza incessante fonte di ogni creazione, trasformazione e dissoluzione.
Così l'indologo britannico Mark Dyczkowski definisce la spanda:
(Dyczkowski 2000, p. 24)
Jñāna ("conoscenza") e kriyā ("attività") sono due delle prime cinque potenze dell'Assoluto, così come il filosofo Abhinavagupta ha messo in evidenza nella sua sintesi delle dottrine dello shivaismo kashmiro. Le altre tre sono: cit ("intelligenza"), ānanda ("beatitudine") e icchā, "volontà". La differenza principale con la scuola dell'Advaita Vedānta sta dunque nell'evidenza della qualità dell'attività (kartṛtva): l'Assoluto si manifesta non come essere, ma come divenire.
Questa energia vibrante, proprio per la sua natura dinamica, non può quindi essere identificata né col pensiero pensato, che è essenzialmente statico, né con ciò che ai sensi appare come fermo, ma va colta nei momenti in cui le cose mutano, negli attimi in cui il pensiero nasce o sfuma. E con queste parole già si esprimeva il Vijñānabhairava Tantra:
(Vijñānabhairava Tantra, 62; citato in Silburn 1997, p. 257)
Il fine soteriologico della scuola consiste nel riuscire a cogliere, dapprima sporadicamente poi sempre più frequentemente, quest'aspetto dinamico in ogni manifestazione del cosmo e in ogni pensiero. Acquisire questa capacità significa oltrepassare le limitazioni indotte da Māyā, potenza divina essa stessa e non illusione come nell'Advaita Vedānta, causa di quell'offuscamento che impedisce di cogliere l'essenza ultima delle cose e quindi anche la propria vera natura, che è essa stessa spanda, vibrazione, energia divina.
(Spandakārikā, I.19)
(Spandakārikā, I.8)
La "vibrazione", spanda, appare con più facilità nei momenti in cui l'emozione, qualsiasi emozione, è più intensa: in queste occasioni, ma anche nella vita ordinaria, l'adepto deve riuscire a "sorprendere" questa realtà nella sua purezza. Kṣemarāja (X-XI sec.), filosofo kashmiro, noto commentatore di opere fra le quali anche gli Śivasūtra, ricorre alla metafora della tartaruga, la quale, in seguito alla percezione di un pericolo, si ritrae improvvisamente nel proprio guscio.

## Gli sviluppi successivi della scuola
Con la sistematizzazione delle tradizioni dello shivaismo kashmiro operata dal filosofo Abhinavagupta (X-XI sec.), la scuola dello Spanda è stata parzialmente assorbita nella sintesi che il filosofo diede di queste scuole.
Il filosofo Kṣemarāja (X-XI secolo), discepolo di Abhinavagupta, commentò due volte le Spandakārikā, con lo Spandanirṇaya prima e lo Spandasaṃdoha poi. Oltre questi, esistono altri commenti, tra i quali: lo Spandapradīpikā di Bhagavadotpala, lo Spandaviṛtti di Bhaṭṭa Kallaṭa, lo Spandavivṛti di Rāyānaka Rāma.
Questi commentatori hanno cercato di dare una visione śakta della spanda: śakti è termine che significa "energia", "potenza", e indica genericamente, nelle scuole dello shivaismo kashmiro ma non solo, l'energia divina, l'aspetto immanente e creativo dell'Assoluto. Nelle tradizioni śakta questa potenza è personificata come dea e come tale adorata. Sebbene, come si è visto, sia corretto interpretare questa vibrazione, la spanda, come potenza dell'Assoluto, nella Spandakārikā non c'è alcun accenno esplicito in tal senso. Kṣemarāja, per esempio, identifica spanda con la Dea della Coscienza della tradizione del Krama, Saṃviddevī.
In seguito non ci sono stati sviluppi degni di nota, e la tradizione, come altre dello shivaismo kashmiro, si è estinta in conseguenza dell'invasione musulmana del Kashmir nel XII secolo.